# Aptos Open
L'Aptos Open è stato un torneo di tennis facente parte del Grand Prix giocato nel 1973 ad Aptos negli Stati Uniti su campi in cemento.

## Albo d'oro

### Singolare
| Anno | Vincitore   | Finalista  | Punteggio |
| ---- | ----------- | ---------- | --------- |
| 1973 | Jeff Austin | Onny Parun | 7–6, 6–4  |

### Doppio
| Anno | Vincitori               | Finalisti                | Punteggio |
| ---- | ----------------------- | ------------------------ | --------- |
| 1973 | Jeff Austin Fred McNair | Raymond Moore Onny Parun | 6–2, 6–1  |